# Dmitri Rachevski
Dmitri Vladimirovitch Rachevski - en russe : Дмитрий Владимирович Рашевский et en anglais : Dmitri Rashevsky - (né le 9 octobre 2000 à Saint-Pétersbourg en Russie) est un joueur professionnel russe de hockey sur glace. Il évolue au poste d'attaquant.

## Biographie

### Carrière en club
Formé au HK Dinamo Saint-Pétersbourg, il commence sa carrière junior dans la MHL lors de la saison 2018-2019. Il termine meilleur buteur de la saison régulière de la MHL 2019-2020 avec quarante-quatre buts. En 2020-2021, il dispute ses premiers matchs en senior avec l'équipe première dans la VHL, le deuxième échelon russe. Le 1er décembre 2000, il est transféré au HK Dinamo Moscou. Le 24 décembre 2000, il joue son premier match dans la KHL avec le HK Dinamo Moscou et enregistre une assistance face aux Ak Bars Kazan. Il remporte la Coupe Kharlamov 2021 avec le MHK Dinamo Moscou. Il est choisi au cinquième tour, en cent-quarante-sixième position par les Jets de Winnipeg lors du repêchage d'entrée dans la LNH 2021. Il marque son premier but dans la KHL le 5 septembre 2021 face au Sibir Novossibirsk. Rachevski s'incline en finale de la Coupe Petrov 2022 avec le HK Dinamo Saint-Pétersbourg face au Roubine Tioumen quatre victoires à une.

### Carrière internationale
Il représente la Russie au niveau international. Il honore sa première sélection avec l'équipe nationale le 11 novembre 2021 face à la Finlande lors d'un match de la Coupe Karjala.

## Statistiques
| Saison    | Équipe                       | Ligue |    | Saison régulière | Saison régulière | Saison régulière | Saison régulière | Saison régulière |   | Séries éliminatoires | Séries éliminatoires | Séries éliminatoires | Séries éliminatoires | Séries éliminatoires |
| Saison    | Équipe                       | Ligue | PJ | B                | A                | Pts              | Pun              | PJ               | B | A                    | Pts                  | Pun                  |                      |                      |
| 2018-2019 | MHK Dinamo Saint-Pétersbourg | MHL   | 24 | 4                | 1                | 5                | 14               | -                | - | -                    | -                    | -                    |                      |                      |
| 2019-2020 | MHK Dinamo Saint-Pétersbourg | MHL   | 61 | 44               | 30               | 74               | 14               | 4                | 2 | 1                    | 3                    | 0                    |                      |                      |
| 2020-2021 | HK Dinamo Saint-Pétersbourg  | VHL   | 24 | 11               | 5                | 16               | 10               | -                | - | -                    | -                    | -                    |                      |                      |
| 2020-2021 | MHK Dinamo Saint-Pétersbourg | MHL   | 7  | 5                | 0                | 5                | 6                | -                | - | -                    | -                    | -                    |                      |                      |
| 2020-2021 | MHK Dinamo Moscou            | MHL   | 2  | 0                | 0                | 0                | 0                | 10               | 4 | 5                    | 9                    | 0                    |                      |                      |
| 2020-2021 | HK Dinamo Moscou             | KHL   | 9  | 0                | 1                | 1                | 0                | 3                | 0 | 0                    | 0                    | 0                    |                      |                      |
| 2020-2021 | Dinamo MO                    | VHL   | 6  | 1                | 5                | 6                | 0                | 3                | 1 | 1                    | 2                    | 2                    |                      |                      |
| 2021-2022 | HK Dinamo Moscou             | KHL   | 48 | 19               | 16               | 35               | 6                | 11               | 2 | 1                    | 3                    | 2                    |                      |                      |
| 2021-2022 | HK Dinamo Saint-Pétersbourg  | VHL   | -  | -                | -                | -                | -                | 11               | 4 | 6                    | 10                   | 6                    |                      |                      |
| 2022-2023 | HK Dinamo Moscou             | KHL   | 67 | 19               | 19               | 38               | 16               | 6                | 2 | 1                    | 3                    | 2                    |                      |                      |
| 2023-2024 | HK Dinamo Moscou             | KHL   | 67 | 24               | 19               | 43               | 20               | 10               | 5 | 2                    | 7                    | 4                    |                      |                      |
| 2024-2025 | HK Dinamo Moscou             | KHL   | 65 | 19               | 21               | 40               | 18               | 16               | 1 | 3                    | 4                    | 10                   |                      |                      |